# Boophis marojezensis
Boophis marojezensis Glaw e Vences, 1994 è una rana della famiglia Mantellidae, endemica del Madagascar.

## Descrizione
È una rana di piccola taglia: i maschi misurano circa 2,5 cm mentre le dimensioni della femmina non sono note.

Il dorso è di colore bruno pallido con piccole macchie mentre il ventre è biancastro. L'iride è multicolore: giallo-bruna nella parte superiore, blu-grigiastro nella parte inferiore, con una banda rossastra intorno alla pupilla e un anello periferico turchese.
I caratteri dei girini e delle uova non sono ancora stati descritti.

## Biologia
Le sue abitudini sono ancora poco note: vive sui rami più bassi della vegetazione della foresta pluviale, in prossimità dei corsi d'acqua.
Il richiamo del maschio si articola in 3 note melodiose della durata di 730-780 ms, ripetute 23-30 volte al minuto. La prima nota è di breve durata (140 ms), la seconda è più lunga (180 ms) e la terza è la più sostenuta (230 ms) e più intensa. Il range di frequenza è di 3,5 - 4,5 kHz.

## Distribuzione e habitat
Questa specie, endemica del Madagascar, deve il suo epiteto specifico al massiccio del Marojezy, area da cui provenivano i primi esemplari descritti. Il suo areale si estende da nord a sud lungo la fascia di foresta pluviale che occupa la parte orientale dell'isola.